# Long black

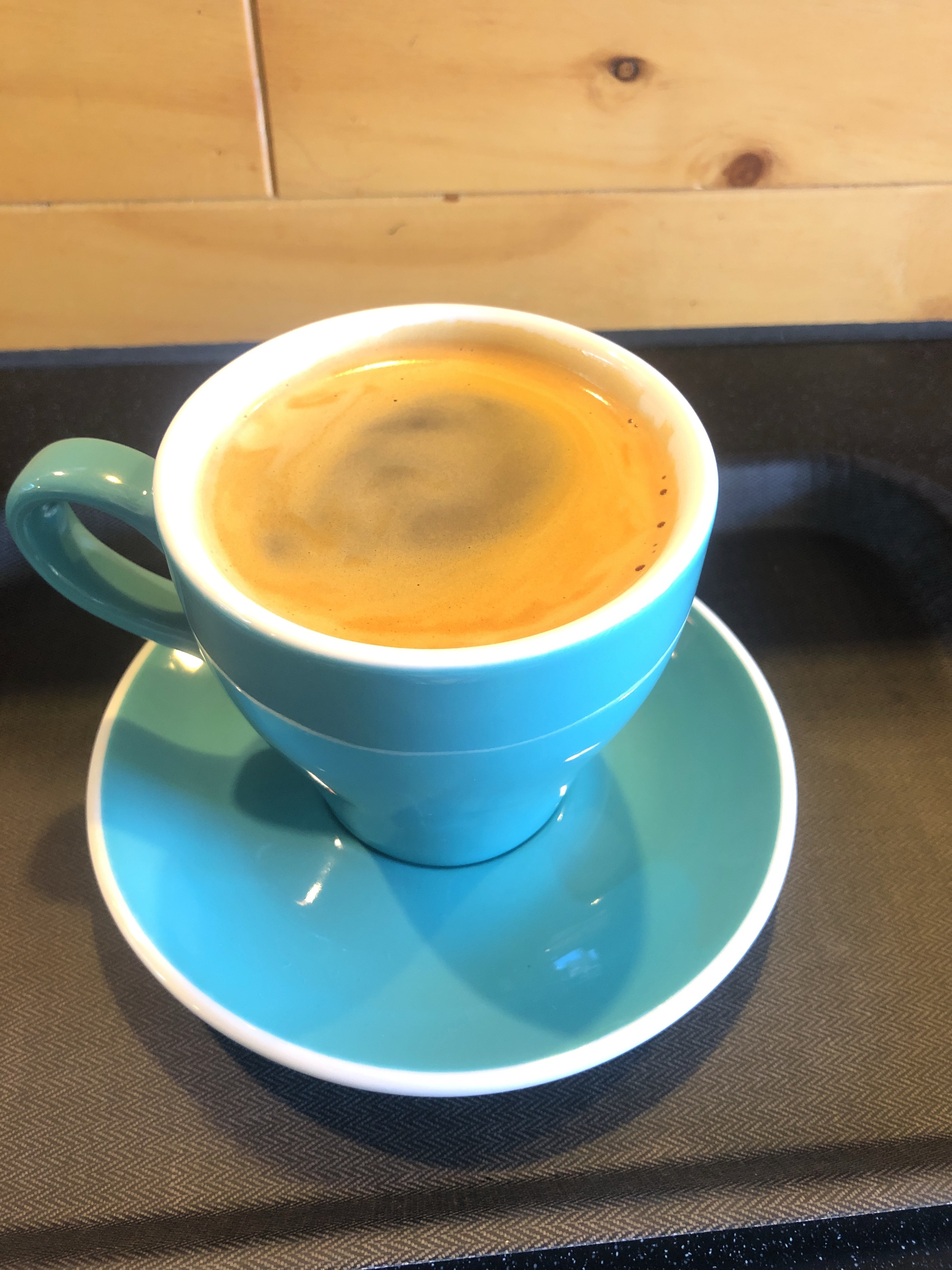
Café long black em xícara.

Um Long Black é um estilo de café, mais comumente encontrado na Nova Zelândia e Austrália, por puxar um tiro duplo de café sobre a água quente (geralmente a água também é aquecido pela máquina de café expresso). Um Long Black é semelhante a um Americano, que é feito por adição de água quente para tiros de café expresso, mas mantém o creme e é menos volumoso, portanto, mais fortemente aromatizado.
A ordem na qual um Long Black é feita (água segundo espresso primeiro), é importante, invertendo os passos irá destruir a crema dos tiros do espresso.
Long Black é um sinônimo Australasiatico para o café de base.